# Faramea sellowiana
Faramea sellowiana är en måreväxtart som beskrevs av George Bentham. Faramea sellowiana ingår i släktet Faramea och familjen måreväxter. Inga underarter finns listade i Catalogue of Life.